# Augustusbogen (Rimini)

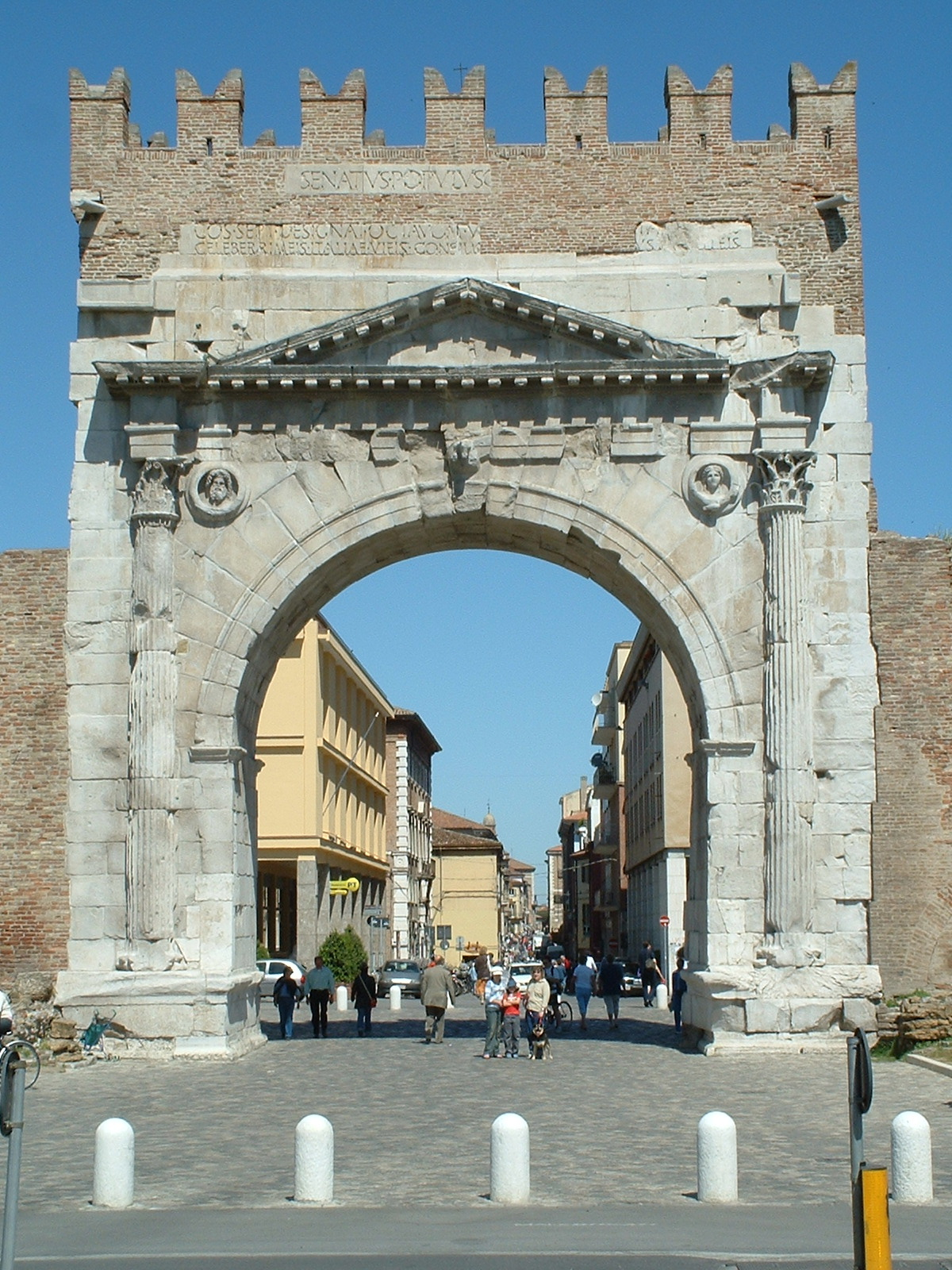
Augustusbogen in Rimini, Landseite

Der Augustusbogen in Rimini, dem antiken Ariminum, ist ein eintoriger Ehrenbogen, der im Jahr 27 v. Chr. zu Ehren von Augustus errichtet wurde. Er ist einer der ältesten erhaltenen römischen Ehrenbögen und repräsentiert eine frühe Form des Bautyps, wie sie auch auf gleichzeitigen Münzen zu finden ist.

## Bau

### Lage
Der Bogen erhob sich am Ende der von Rom kommenden Via Flaminia und war integriert in die Stadtmauer Ariminums, deren südöstliches Tor er bildete. Von hier nahm stadteinwärts der Decumanus maximus, die längere der beiden Hauptstraßen der Stadt, seinen Verlauf, um auf der gegenüberliegenden Seite in der Via Aemilia nach Placentia zu enden. Der Augustusbogen in der aus dem 3. Jahrhundert v. Chr. stammenden Stadtmauer ersetzte ein Stadttor sullanischer Zeit. Die heute freie Stellung des Bogens ist Folge der in den 1930er Jahren durchgeführten Beseitigung der alten Stadtmauer. Ursprünglich wurde der Bogen von polygonalen Türmen flankiert, von denen nur wenige Reste erhalten sind.

### Befund
Der eintorige, aus lokalem istrischen Gestein errichtete Bogen hat eine Höhe von 10,40 Metern und eine Tiefe von 4,10 Metern. Die lichte Weite seines Durchgangs ist mit knapp 9 Metern ungewöhnlich groß und war für das Verschließen mittels eines Tores nicht geeignet. Die Bogenpfeiler sind an den Fronten mit je einer kannelierten Halbsäule zuseiten des Durchgangs versehen. Die Halbsäulen stehen mit den Pfeilern selbst auf postamentartigen Sockeln und sind korinthischer Ordnung. Sie tragen die Verkröpfungen eines ionischen Gebälks aus Zwei-Faszien-Architrav und glattem Fries, dem ursprünglich Figuren appliziert oder aufgemalt waren. Auch das folgende Horizontalgeison mit seinen Konsolen nahm die Verkröpfung auf, so dass der sich anschließende, zurückspringende Dreiecksgiebel nicht auf den Säulen ruhte, sondern zwischen den Säulen auflag. Die abschließende Sima war mit einem Anthemion aus Palmetten und Lotosblüten dekoriert.
In den Bogenzwickeln sind Bildfelder in Form von imagines clipeatae angebracht. Sie geben Götterköpfe wieder, und zwar auf der Seite zur Via Flaminia Jupiter mit dem Blitz und Apollo mit Lyra und Rabe, auf der Stadtseite Neptun mit Dreizack und Delphin sowie Roma mit Schwert und Rüstung. Auf dem Schlussstein der Archivolte ist im Bereich des horizontalen Architravs, der links und rechts je vier Keilsteinen des Bogens angearbeitet ist, eine Stierprotome dargestellt. Oberhalb des Giebels folgt die Attika, die mit ihren heute sichtbaren Zinnen Ergebnis eines mittelalterlichen Umbaus ist.

### Inschrift

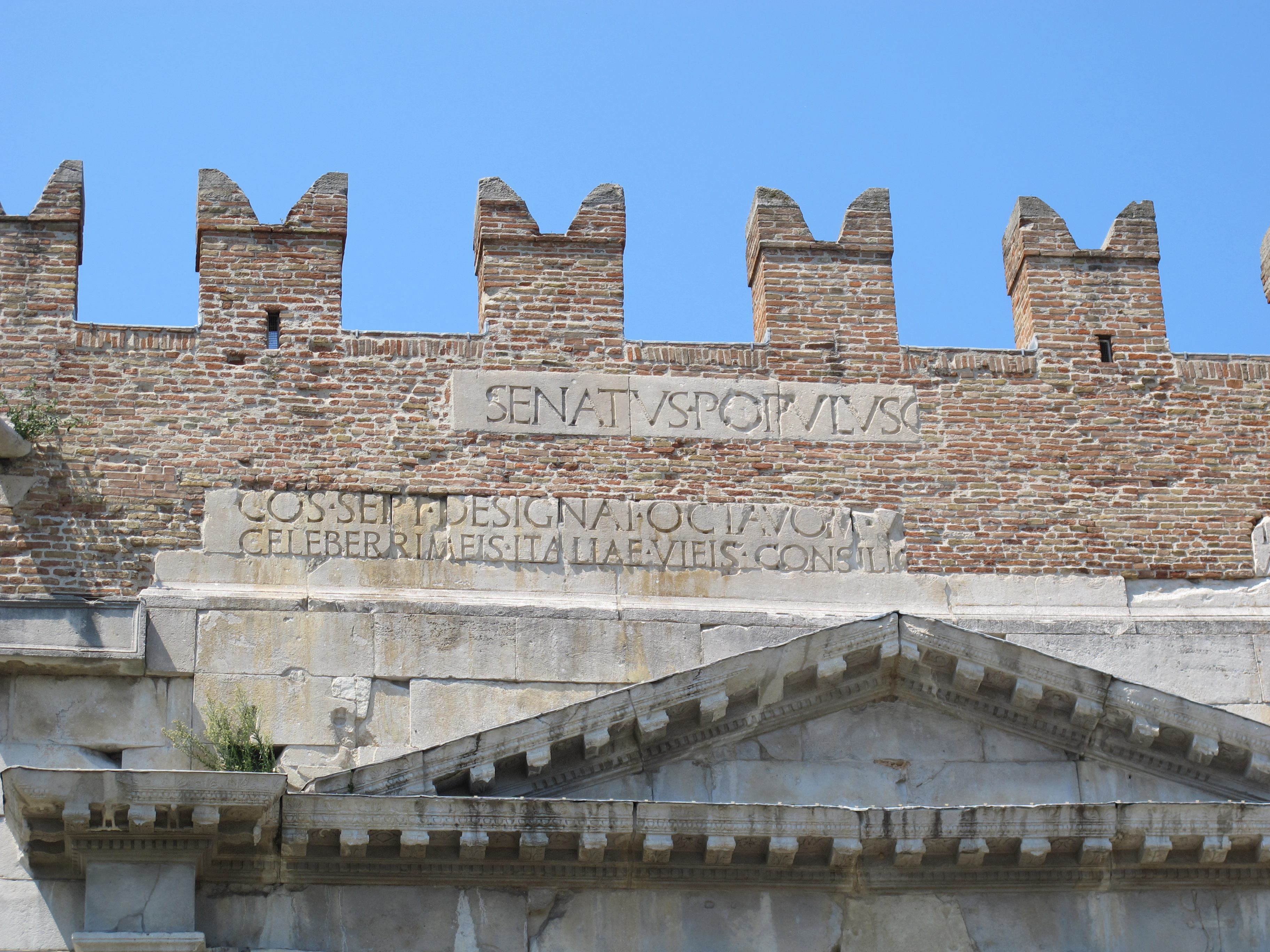
Inschrift am Augustusbogen in Rimini

Auf der Außenseite der Attika war die nur noch in Teilen erhaltene Widmungsinschrift angebracht. Sie lautete:
Senatus Populusq[ue Romanus]

[Imp(eratori) Caesari divi f(ilio) Augusto imp(eratori) sept(imo) …]

co(n)s(uli) sept(imo) designat(o) octavo{m} v[ia Flamin]ia [et reliquei]s

celeberrimeis Italiae vieis consilio [et sumptib]us [eius mu]niteis
„Der Senat und das römische Volk

dem Imperator Caesar Augustus, dem Sohn des Vergöttlichten, der zum siebten Mal die Imperatorenakklamation erhalten hat […]

der siebenmal Consul war und zum achten Mal als Consul vorgesehen ist, dafür dass er die Via Flaminia und die übrigen

berühmten Straßen Italiens aus eigenem Entschluss und auf eigene Kosten wieder gangbar gemacht hat.“

## Anlass
Anlass der von Senat und römischem Volk beschlossenen Ehrung war die Wiederherstellung der Via Flaminia durch Octavian während seines siebten Konsulats im Jahr 27 v. Chr., in dem er auch mit dem Titel Augustus geehrt wurde. Er selbst erwähnt seine Leistung in seinem Tatenbericht, den Res Gestae, und bemerkt, dass er auch alle Brücken mit Ausnahme der Milvischen und der Minucischen auf der Strecke wieder instand gesetzt habe.
Nach der Wiederherstellung des Friedens und der Wiederherstellung der Republik, der restitutio rei publicae, galt es, die viele Jahre vernachlässigten Aufgaben des Staates in Angriff zu nehmen. Bereits 28 v. Chr. begannen Augustus und der Kreis seiner Vertrauten, die Tempel zu erneuern. Nun folgten die Straßen. Augustus übernahm hierbei die Via Flaminia und delegierte andere Straßen an Triumphatoren, die ihrer Aufgabe aus der Kriegsbeute nachzukommen hatten. Bekannt sind allerdings nur die Namen Gaius Calvisius Sabinus und Marcus Valerius Messalla Corvinus, denen er die Via Latina zuwies. Ob ein wirklicher Grund für diese Maßnahmen vorlag, etwa infolge von Bürgerkriegsschäden, ob er ausgebaute Straßen für militärische Unternehmungen benötigte, wie es Cassius Dio andeutet, bleibt ungewiss.
Denn als Aufgabe für Inhaber eines Imperiums war die Sorge um die Straßen eine althergebrachte republikanische Tradition, die Augustus im Rahmen seiner Wiederherstellung der Republik mit neuem Leben füllte. Augustus selbst wurde hierfür mit zwei Bögen geehrt: dem Bogen in Ariminum und einem weiteren Bogen an der Tiberbrücke. Beide Bögen trugen Statuen des Augustus, deren Aussehen jedoch nicht zu gewinnen ist.
Die mit dem Jahr 27 v. Chr. beginnende Zeit der Pax Romana, des langanhaltenden inneren Friedens, fand ihren Niederschlag vermutlich auch in dem Umstand, dass der als Stadttor dienende Bogen nicht geschlossen werden konnte: Eine innere oder äußere Gefahr bestand nicht mehr, das Verschließen der Tore war unter der Herrschaft des Augustus nicht mehr notwendig.

## Stellung

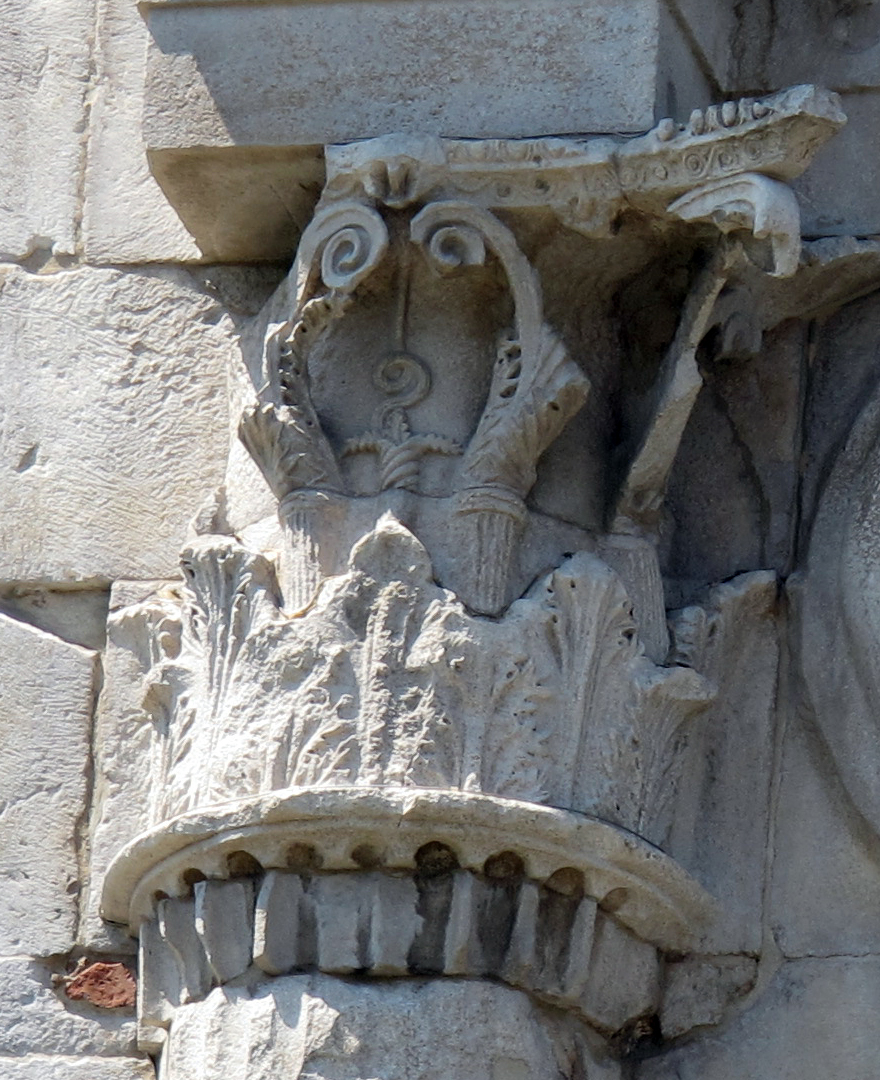
Korinthisches Kapitell des Augustusbogens

Sein guter Erhaltungszustand und seine feste Datierung machen den Bogen zu einem wichtigen Monument frühaugusteischer Architektur. Mit dem Reichtum seiner Architektur- und Ornamentformen vermittelt er einen Eindruck vom Aussehen der Ehrenbögen für Augustus, die nicht mehr erhalten sind. So gleicht er in seinem formalen Aufbau der Münzdarstellung auf einem Denar des Jahres 29 v. Chr., die vermutlich den Actiumbogen auf dem Forum Romanum in Rom zeigt, der demnach ebenfalls eintorig und mit imagines clipeatae geschmückt war. Die Formen des Kapitells sind wie die anderen Dekorformen ganz auf der Höhe der Zeit und repräsentieren den Reichtum und das noch nicht geschlossene vorkanonische Konzept frühaugusteischer Bauornamentik. Dies zeigt sich auch an der Verkröpfung des Gebälks, die hier erstmals an einem Bogenmonument nachzuweisen ist, in der Form ihren Weg aber aus der Privat- über die Theaterarchitektur in die öffentliche Architektur gefunden hat. Mit der Kombination von korinthischer Säule, ionischem Gebälk und Konsolengeison vereinigt der Bogen die architektonischen Elemente, die für die kanonische Lösung der korinthischen Ordnung spätestens ab augusteischer Zeit festgelegt wird. In dieser frühen Ausprägung repräsentieren die reichen Dekor- und Gestaltungselemente des Bogens das Streben nach publica magnificentia, der kostbaren Ausstattung öffentlicher Gebäude im Dienste und zur Erhöhung des Staatswesens, wie sie sich auch an anderen Bauten nachweisen lässt, ab mittelaugusteischer Zeit aber zugunsten einer klassizistischen Beruhigung des Formenapparats wieder zurückgenommen werden wird.

Bildschmuck des Augustusbogens
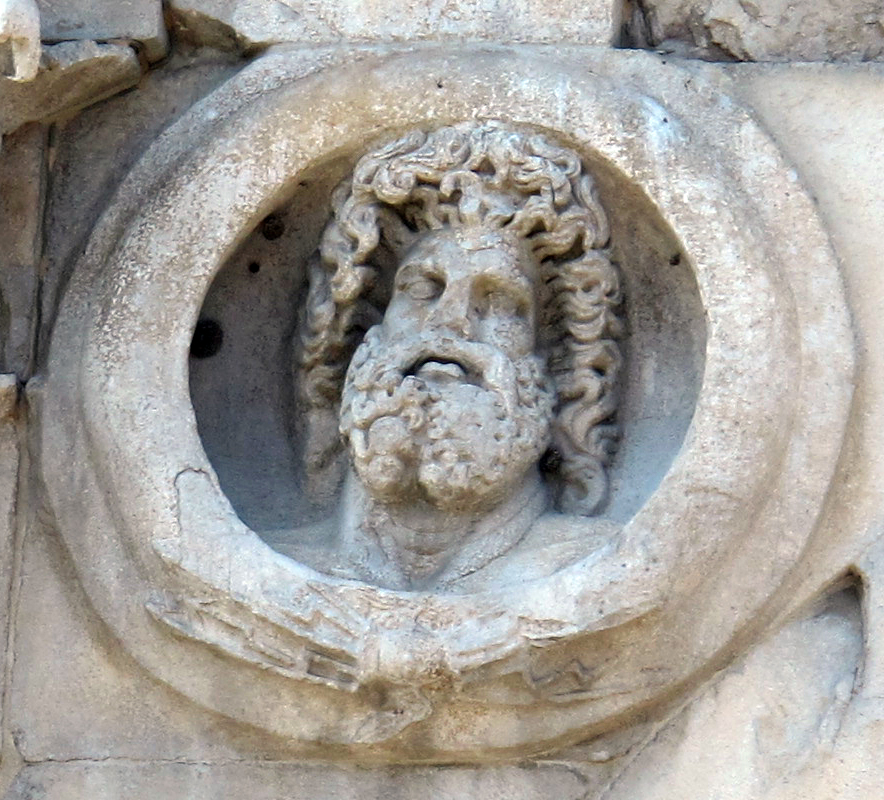
Jupiter Landseite, linker Bogenzwickel
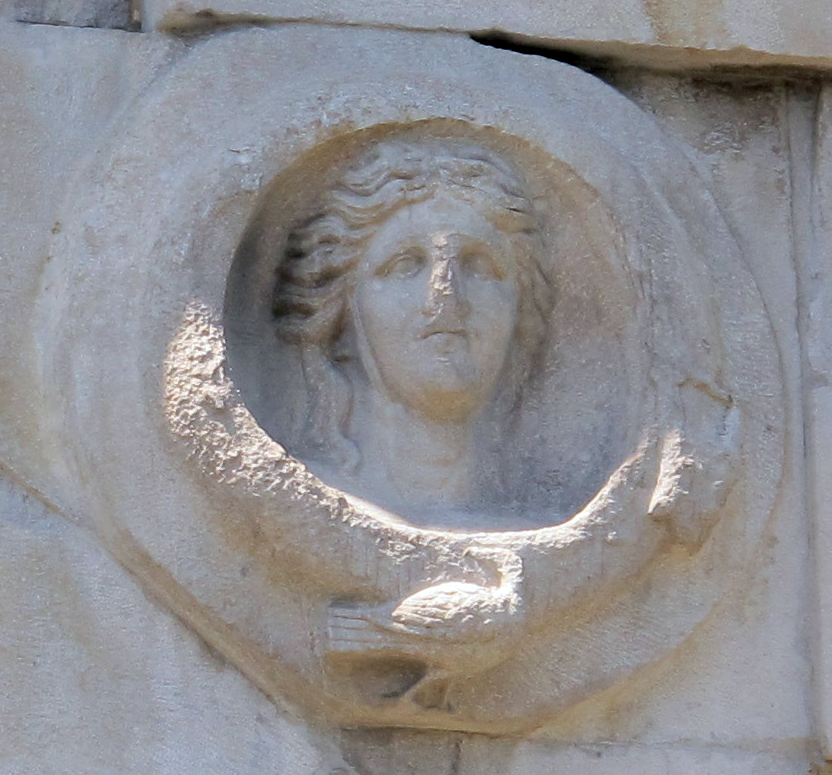
Apollo Landseite, rechter Bogenzwickel
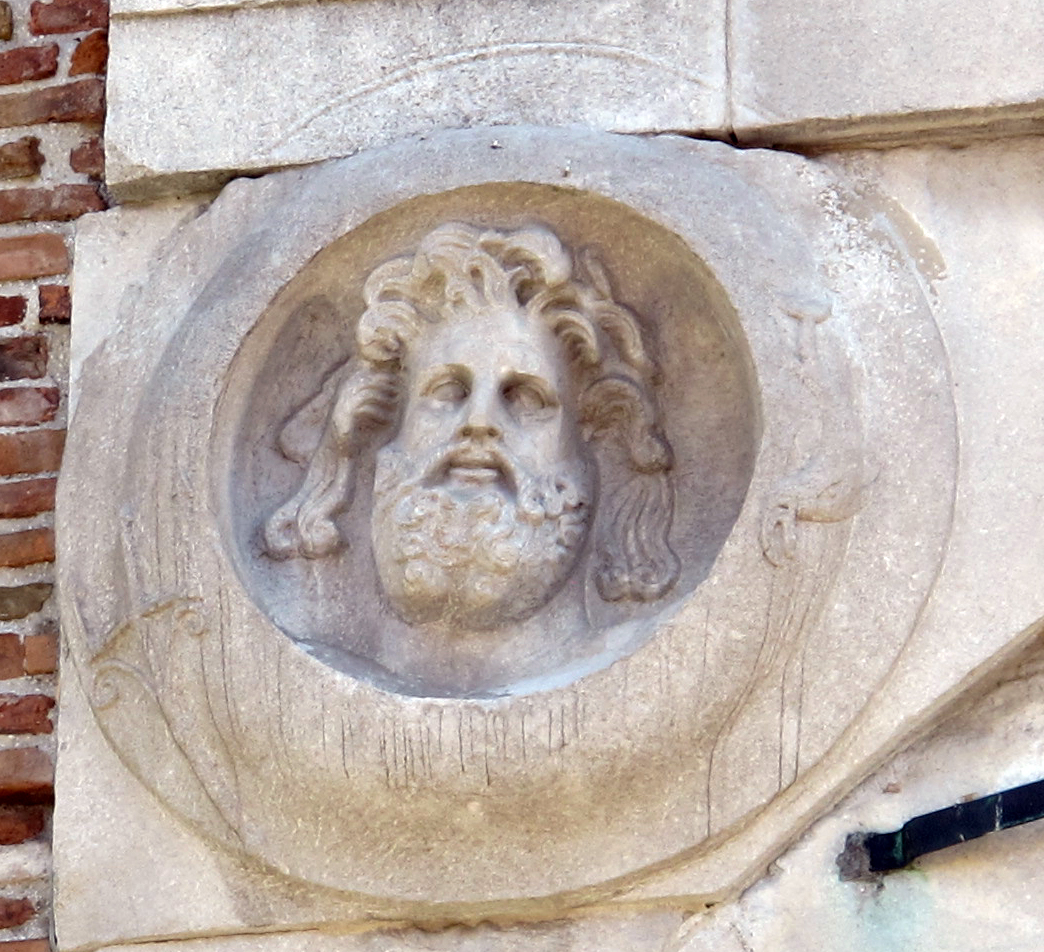
Neptun Stadtseite, linker Bogenzwickel
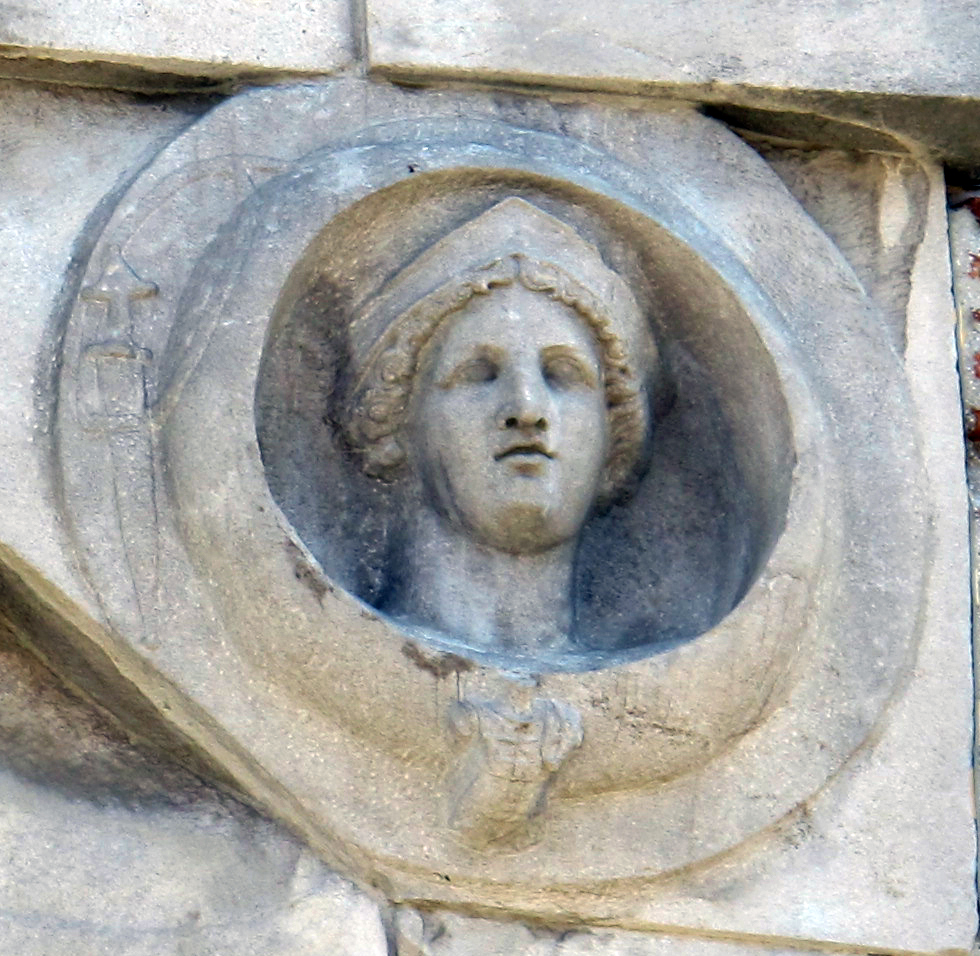
Roma Stadtseite, rechter Bogenzwickel
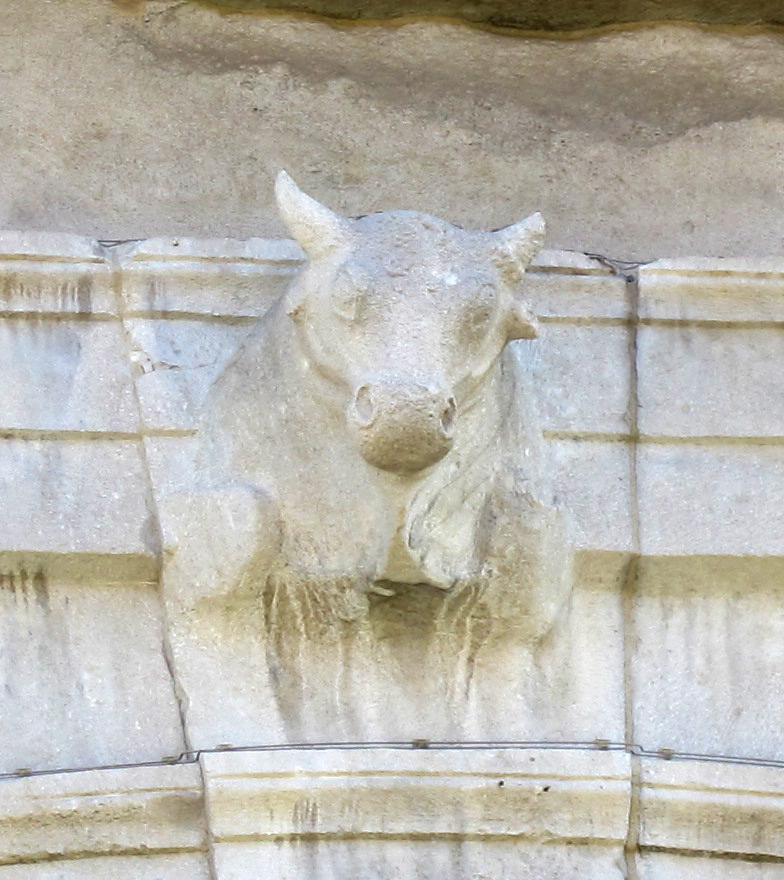
Stierprotome Stadtseite, Schlussstein